# クロワッサン症候群
クロワッサン症候群（クロワッサンしょうこうぐん）とは、人生の選択肢としての結婚を拒絶したが、結婚適齢期・出産適齢期を越え、自らの生き方に自信喪失し、焦りと絶望を感じている中年女性の心理的葛藤の形容である。語源は、1988年に刊行された松原惇子の『クロワッサン症候群』。

## 背景

### バブル経済期
1980年代、日本経済はバブル期を迎え、男女雇用機会均等法が 1986年に施行された。女性たちは「男性と同じ条件で働き、同等の賃金を得ることが法制度上では可能」となった。結婚生活、子育てというコストを払わない独身女性たちは、可処分時間と経済財を、ファッション、グルメ、海外旅行(留学)、結婚を前提としない恋愛などの、自由に振り分けられる多様な生き方の未来が展望された。そのような女性たちにとって、母親世代の生き方は、家庭に縛られ夫や子供、姑・舅に尽くすだけの従属的生活として否定的に捉えた。彼女たちは、そんな利他的な母親と同じ道を歩むという選択に強い抵抗を持ち、結婚そのものを拒否するという新しい生き方を模索するようになっていった。
雑誌『クロワッサン』はそのような女性たちに"自由で前衛的なシングルライフ"という新しいライフスタイルを提案した。インターネットというインフラがなく、雑誌の社会的影響力が大きかった当時の時代背景のなかで、彼女たちにとってバイブルのようになった。実際は、自立したシングルライフを謳歌する女性はごく一部であったにもかかわらず、「クロワッサン」はこの新しいライフスタイルを"女性の誰もが実現できる"と持て囃した。

### バブル経済崩壊後
しかし、バブル崩壊後の経済の低迷は、日本の国際競争力を大きく低下させ、雇用環境を大きく変質させた。女性の本来は自由な生き方を可能とするはずであった売り手市場の雇用条件（とりわけ派遣雇用）は、賃金の低迷と雇用の不安定化をもたらした。それに年金制度の信頼が揺らいだことが不安に拍車をかけ、単独世帯で永続的に高収入の生活を続けていくことの見通しが立たなくなっていった。
この結果として、海外留学などを可能とした転職の狭間の猶予期間は、（専門職以外の）女性にとってキャリアアップではなく雇用不安と次回の雇用条件の悪化をもたらす契機にしかならなくなった。政府の施策も｢子ども手当｣に代表されるように、将来の労働力の再生産の担い手となりうる、家庭を持って子育てをする女性たちを支援する方向に転換していった。

## 雑誌『クロワッサン』が提案する新しい女性の生き方
同誌には犬養智子、桐島洋子、澤地久枝、加藤登紀子、吉行和子、向田邦子らの新鋭の文化人が自身のライフスタイルを紹介する記事を書いた。
とりわけ自ら外国人の恋人との間に3人の子をもうけながら、彼に経済的に依存せずシングルマザーを実践した桐島洋子の生き方は女性たちの憧れの的となった。彼女たちにとって桐島は自分たちにシングルという新しい女性の新しい生き方を自信を持って示す伝道者であり、桐島の生き様は自身の選択の正しさを確信させるものであった。
しかしながら桐島洋子は子育ての後、突如、年下の資産家の男性との結婚という選択を行った。多くの読者にとってはそれは予想もつかない展開であり、裏切りとも映った。
だがメディアを通して提案される彼女たちの生き様は、彼女らの生活を1つのストーリーに沿って再構成し、それに従って現実から一部を切り取ったものに過ぎなかった。その事実に気が付いた段階では、同誌の愛読者たちの多くは結婚、出産適齢期を過ぎており、同世代の男性が結婚を忌避しない年下の年齢層の女性と結婚するのを尻目に、彼女たちにはもはやなす術はなかった。
群ようこは自著のエッセイの中で、 このような女性の状況について、「展望台の2階に上がったら、始めはすごく眺めも良くて気持ちが良かったけど、 気が付いたら、誰もいなくなっていて、あわてて降りようとしたら、 階段もなくなっていた」と喩えている。

## 雑誌『クロワッサン』の編集方針の転換
そんな女性達に追い討ちをかけたのは雑誌『クロワッサン』の編集方針の転換である。同誌はやがて想定読者層を、在職の独身の女性から在職のヤングミセスにシフトしていった。
特集として、仕事と結婚生活を両立させ、出産そして夫の協力を得て子育てをおしゃれに仕事と同時進行させる女性たちを取り上げるようになった。そこには自分たちが想定したような生活臭のする、おさんどんと子育てに振り回されるダサい主婦といったイメージは片鱗も嗅ぎ取ることは出来なかった。
読者たちにとって雑誌『クロワッサン』はシングルという新しいライフスタイルのモデルを生涯に渡って提示し、将来ライフステージの各段階で、同世代の専業主婦から羨望されるおしゃれな生き方を提示し続けてくれるはずだった。かつて20 - 30歳代のとき、母親達が口うるさく勧めるお見合い話を拒絶することが出来たのも、同じ生き方をしている同世代の女性たちが存在し、彼女らもまた『クロワッサン』の信奉者であり同志であるという確信であった。しかしながらその確信が全て崩れたとき女性たちは言いようのない失望、虚脱感、孤独感、そしてぶつける対象を見出せない怒りを感じることになった。

## テレビドラマ
松原惇子の書籍を原作とするテレビドラマ『クロワッサン症候群』が、1989年9月4日から9月7日までTBS「ドラマ23」枠で放送された。

### キャスト
- 田村祐子：秋野暢子
- 藤井順子：池田裕子
- 阿部良一：寺泉憲
- 深谷：峰岸徹
- 小川久美子：中村れい子
- 国枝：RIKACO
- 田村忠夫：戸浦六宏
- 赤木：斉藤暁

ほか

### スタッフ
- 脚本：小林政広
- 演出：坂崎彰

（）
| TBS系列 ドラマ23                       | TBS系列 ドラマ23   | TBS系列 ドラマ23     |
| 前番組                                 | 番組名             | 次番組               |
| -------------------------------------- | ------------------ | -------------------- |
| 白鳥麗子でございます! （鈴木保奈美版） | クロワッサン症候群 | ピンク色のメイドさん |

## 研究書
- 松原惇子1988『クロワッサン症候群』 ISBN 978-4163427201 （文藝春秋）
- 松原惇子1998『クロワッサン症候群その後』 ISBN 978-4163545608 (文藝春秋)
- Hirota Aki 2000 Image-Makers and Victims : The Croissant Syndrome and Yellow Cabs U.S.-Japan women's journal. U.S.-Japan women's journal. English supplement : a journal for the international exchange of gender studies 19, 83-121, 2000-12
- 松尾健治2005｢アナリストの目 団塊の退職金が50〜100兆円!金融・証券業界も、団塊の世代も、自分でものを考え、「クロワッサン症候群」の二の舞を避けるべき｣『投資信託事情』 48(8), 7-9,
- 小浜逸郎 2007 『結婚という決意』 （PHP研究所)
- 谷村志穂 1990 『結婚しないかもしれない症候群』 （主婦の友社)